# Yo no soy racista, pero...
No soy racista, pero... es una frase que a menudo precede a un argumento racista y proporciona un barniz de corrección política. La frase ha sido descrita como hipocresía y de disculpa superficial.
Los sociólogos Eduardo Bonilla-Silva y Tyrone Forman argumentaron que lo utilizan "los nuevos racistas, todos los blancos agradables". Alana Lentin, en un artículo de opinión para ABC, citó la frase como un ejemplo de "cómo negar el racismo reproduce su violencia". Torsten Landsberg y Rachel Stewart de Deutsche Welle escribieron que la frase normalmente va seguido de una opinión que desmiente, en el mejor de los casos, ignorancia y, en el peor, un prejuicio racial profundamente arraigado. Ibram X. Kendi consideró que su uso es un medio ineficaz para combatir el racismo.

## Contexto
En 1991, John Baugh descubrió que cuando se preguntaba a la gente por qué debería o no utilizarse el término afroamericano, muchos encuestados precedían sus respuestas con "No soy racista, pero...". Cynthia Brown (2006) descubrió que la frase era utilizada a menudo por entrevistados de Lancaster que estaban preocupados por la afluencia de minorías raciales. Simon Goodman de la Universidad de Coventry escribió que la frase resume "una característica importante del discurso sobre inmigración" en el Reino Unido: "la negación repetida de que la oposición a ella es racista".
Donald Clarke de The Irish Times escribió que el casting de Halle Bailey para La Sirenita "reveló la habitual calificación poco convincente". La cuenta de Twitter YesYoureRacist busca condenar el "racismo casual" y suele señalar a usuarios cotidianos que dicen la frase seguido de un comentario que bien puede ser racista.